# كاي غوتشالك
كاي غوتشالك هو سياسي ألماني، ولد في 12 ديسمبر 1965 في هامبورغ في ألمانيا. نشط حزبياً في البديل من أجل ألمانيا والحزب الديمقراطي الاجتماعي الألماني. في الانتخابات الفيدرالية الألمانية 2017، انتخب عضو في البوندستاغ الألماني عن دائرة Viersen (electoral district) ‏ وقد انضم خلال البوندستاغ الألماني التاسع عشر (24 أكتوبر 2017 – ) للكتلة البرلمانية جماعة حزب البديل من أجل ألمانيا في البوندستاغ ‏.